# Franck (Mondkrater)
Franck ist ein kleiner Einschlagkrater nahe dem Nordende des Sinus Amoris, einer Bucht im nördlichen Teil des Mare Tranquillitatis. Der Krater liegt südöstlich von Brewster und südlich des Kraters Römer. Der kreisrunde, schüsselförmige Krater besitzt einen schmalen Rand und weist kaum Erosionsspuren auf. Die Innenwände fallen zum Mittelpunkt hin ab und bilden im Zentrum einen kleinen Kraterboden. Auf seiner
Nordseite wird er von einem Paar kleinerer Krater begleitet und die drei bilden zusammen eine Einschlaggruppe.
Ehe Franck 1973 von der Internationalen Astronomischen Union (IAU) einen eigenen Namen bekam, wurde er als Römer K bezeichnet.